# Бразил на Светском првенству у атлетици на отвореном 2017.
Бразил је на Светском првенству у атлетици на отвореном 2017. одржаном у Лондону од 4. до 13. августа шеснаести пут, односно учествовао је на свим првенствима до данас. Репрезентацију Бразила представљало је 35 учесника (20 мушкараца и 15 жена) који су се такмичили у 27 дисциплина (15 мушких и 12 женских).,
На овом првенству Бразил је по броју освојених медаља делио 37. место са 1 освојеном медаљом (бронзана). У табели успешности према броју и пласману такмичара који су учествовали у финалним такмичењима (првих 8 такмичара) Бразил је са 6 учесника у финалу делио 19. место са 21 бодом.
| Плас. | Земља  | 1. место | 2. место | 3. место | 4. место | 5. место | 6. место | 7. место | 8. место | Бр. финал. | Бод. |
| ----- | ------ | -------- | -------- | -------- | -------- | -------- | -------- | -------- | -------- | ---------- | ---- |
| =19.  | Бразил | 0        | 0        | 1        | 1        | 1        | 0        | 3        | 0        | 6          | 21   |

## Учесници
| Мушкарци: - Алдемир да Силва Жуниор — 200 м - Лукас Карваљо — 400 м, 4х400 м - Тијаго Андре — 800 м, 1.500 м - Едер Антонио Соуза — 110 м препоне - Марсио Телес — 400 м препоне - Ендерсон Естефани — 400 м препоне - Алтобели да Силва — 3.000 м препреке - Кајо Бонфим — 20 км ходање - Alexander Russo — 4х400 м - Anderson Henriques — 4х400 м - Hugo de Sousa — 4х400 м - Талес Фредерико Силва — Скок увис - Фернандо Фереира — Скок увис - Paulo Sérgio Oliveira — Скок удаљ - Mateus de Sá — Троскок - Дарлан Романи — Бацање кугле - Алан Волски — Бацање кладива - Вагнер Домингос — Бацање кладива - Луиз Алберто де Араухо — Десетобој - Џеферсон Сантос — Десетобој | Жене: - Росанжела Сантос — 100 м, 200 м, 4х100 м - Виторија Кристина Роза — 200 м, 4х100 м - Фабиана Мораес — 100 м препоне - Франсијела Красуки — 4х100 м - Ана Клаудија Силва — 4х100 м - Ерика де Сена — 20 км ходање - Наир да Роса — 50 км ходање - Елиане Мартинс — Скок удаљ - Тања да Силва — Троскок - Жеиса Арканжо — Бацање кугле - Андреса де Мораис — Бацање диска - Фернанда Мартинс — Бацање диска - Лаила Домингос — Бацање копља - Ванеса Чефер — Седмобој - Алина Шук — Седмобој |  |

## Освајачи медаља (1)

### Бронза (1)
- Кајо Бонфим — Ходање 20 километара

## Резултати

### Мушкарци
| Атлетичар                                                    | Дисциплина       | Лични рекорд | Квалификације   | Квалификације  | Полуфинале            | Полуфинале                                   | Финале                | Финале               | Детаљи                                   |
| Атлетичар                                                    | Дисциплина       | Лични рекорд | Резултат        | Место          | Резултат              | Место                                        | Резултат              | Место                | Детаљи                                   |
| ------------------------------------------------------------ | ---------------- | ------------ | --------------- | -------------- | --------------------- | -------------------------------------------- | --------------------- | -------------------- | ---------------------------------------- |
| Алдемир да Силва Жуниор                                      | 200 м            | 20,15        | 20,82           | 6. у гр. 3     | Нису се квалификовали | Нису се квалификовали                        | Нису се квалификовали | 37 / 46 (50)         |                                          |
| Лукас Карваљо                                                | 400 м            | 45,37        | 45,86           | 6. у гр. 1     | Нису се квалификовали | Нису се квалификовали                        | Нису се квалификовали | 28 / 49 (52)         | Архивирано на веб-сајту (7. април 2018)  |
| Тијаго Андре                                                 | 800 м            | 1:44,81      | 1:48,59 КВ      | 3. у гр. 4     | 1:45,83 кв            | 4. у гр. 3                                   | 1:46,30               | 7 / 44 (49)          |                                          |
| Тијаго Андре                                                 | 1.500 м          | 1:45,59      | Није стартовао  | Није стартовао | Није се квалификовао  | Није се квалификовао                         | Није се квалификовао  | Није се квалификовао |                                          |
| Едер Антонио Соуза                                           | 110 м препоне    | 13,46        | 13,56 (.560) КВ | 4. у гр. 3     | 13,70                 | 6. у гр. 3                                   | Није се квалификовао  | 19 / 39 (41)         | Архивирано на веб-сајту (19. април 2018) |
| Марсио Телес                                                 | 400 м препоне    | 48,94        | 49,41 КВ        | 2. у гр. 5     | Није завршио трку     | Није завршио трку                            | Није се квалификовао  | Није се квалификовао | Архивирано на веб-сајту (7. април 2018)  |
| Ендерсон Естефани                                            | 400 м препоне    | 49,13        | 50,22           | 5. у гр. 1     | Није се квалификовао  | Није се квалификовао                         | Није се квалификовао  | 25 / 37 (43)         |                                          |
| Алтобели да Силва                                            | 3.000 м препреке | 8:23,67      | 8:31,82         | 6. у гр. 3     |                       |                                              | Нису се квалификовали | 21 / 44 (45)         |                                          |
| Лукас Карваљо Alexander Russo Anderson Henriques Уго де Соза | 4 х 400 м        | 2:58,56 НР   | 3:04,02 НРС     | 6. у гр. 2     | 13 / 16               |                                              | Нису се квалификовали |                      |                                          |
| Кајо Бонфим                                                  | 20 км ходање     | 1:19:42 НР   |                 |                |                       |                                              | 1:19:04 НР, ЛР        |                      | Архивирано на веб-сајту (13. април 2018) |
| Талес Фредерико Силва                                        | Скок увис        | 2,30         | 2,29            | 10. у гр А     |                       |                                              | Нису се квалификовали | 13 / 26 (27)         |                                          |
| Фернандо Фереира                                             | Скок увис        | 2,30         | 2,29            | 6. у гр. Б     | 17 / 26 (27)          |                                              | Нису се квалификовали |                      |                                          |
| Paulo Sérgio Oliveira                                        | Скок удаљ        | 8,13         | 7,53            | 13. у гр. Б    | 27 / 31 (32)          |                                              | Нису се квалификовали |                      |                                          |
| Mateus de Sá                                                 | Троскок          | 16,87        | 16,10           | 14. у гр. А    | 27 / 30 (31)          | Архивирано на веб-сајту (23. септембар 2018) | Нису се квалификовали |                      |                                          |
| Дарлан Романи                                                | Бацање кугле     | 21,82 НР     | 20,21           | 8. у гр. Б     | 15 / 32               |                                              | Нису се квалификовали |                      |                                          |
| Алан Волски                                                  | Бацање кладива   | 75,22        | 72,51           | 12. у гр. А    | 19 / 32               |                                              | Нису се квалификовали |                      |                                          |
| Вагнер Домингос                                              | Бацање кладива   | 78,63 НР     | 71,69           | 12. у гр. Б    | 24 / 32               |                                              | Нису се квалификовали |                      |                                          |

#### Десетобој
| Дисциплина    | Луиз Алберто де Араухо Архивирано на веб-сајту (19. април 2018) | Луиз Алберто де Араухо Архивирано на веб-сајту (19. април 2018) | Луиз Алберто де Араухо Архивирано на веб-сајту (19. април 2018) | Луиз Алберто де Араухо Архивирано на веб-сајту (19. април 2018) | Луиз Алберто де Араухо Архивирано на веб-сајту (19. април 2018) | Луиз Алберто де Араухо Архивирано на веб-сајту (19. април 2018) |
| Дисциплина    | Лич. рек.                                                       | Резултат                                                        | Бод.                                                            | Плас.                                                           | Укупно                                                          | Плас.                                                           |
| ------------- | --------------------------------------------------------------- | --------------------------------------------------------------- | --------------------------------------------------------------- | --------------------------------------------------------------- | --------------------------------------------------------------- | --------------------------------------------------------------- |
| 100 м         | 10,70                                                           | 11,07                                                           | 845                                                             | 19.                                                             | 845                                                             | 19.                                                             |
| Скок удаљ     | 7,48                                                            | БП                                                              | 0                                                               |                                                                 |                                                                 |                                                                 |
| Бацање кугле  | 15,64                                                           | НС                                                              |                                                                 |                                                                 |                                                                 |                                                                 |
| Скок увис     | 2,00                                                            |                                                                 |                                                                 |                                                                 |                                                                 |                                                                 |
| 400 м         | 48,14                                                           |                                                                 |                                                                 |                                                                 |                                                                 |                                                                 |
| 110 м препоне | 14,03                                                           |                                                                 |                                                                 |                                                                 |                                                                 |                                                                 |
| Бацање диска  | 48,62                                                           |                                                                 |                                                                 |                                                                 |                                                                 |                                                                 |
| Скок мотком   | 5,00                                                            |                                                                 |                                                                 |                                                                 |                                                                 |                                                                 |
| Бацање копља  | 57,28                                                           |                                                                 |                                                                 |                                                                 |                                                                 |                                                                 |
| 1.500 м       | 4:27,75                                                         |                                                                 |                                                                 |                                                                 |                                                                 |                                                                 |
| Десетобој     | 8.315                                                           |                                                                 |                                                                 |                                                                 | НЗ                                                              |                                                                 |

| Дисциплина    | Џеферсон Сантос Архивирано на веб-сајту (19. април 2018) | Џеферсон Сантос Архивирано на веб-сајту (19. април 2018) | Џеферсон Сантос Архивирано на веб-сајту (19. април 2018) | Џеферсон Сантос Архивирано на веб-сајту (19. април 2018) | Џеферсон Сантос Архивирано на веб-сајту (19. април 2018) | Џеферсон Сантос Архивирано на веб-сајту (19. април 2018) |
| Дисциплина    | Лич. рек.                                                | Резултат                                                 | Бод.                                                     | Плас.                                                    | Укупно                                                   | Плас.                                                    |
| ------------- | -------------------------------------------------------- | -------------------------------------------------------- | -------------------------------------------------------- | -------------------------------------------------------- | -------------------------------------------------------- | -------------------------------------------------------- |
| 100 м         | 10,77                                                    | НС                                                       |                                                          |                                                          |                                                          |                                                          |
| Скок удаљ     | 7,22                                                     |                                                          |                                                          |                                                          |                                                          |                                                          |
| Бацање кугле  |                                                          |                                                          |                                                          |                                                          |                                                          |                                                          |
| Скок увис     | 2,10                                                     |                                                          |                                                          |                                                          |                                                          |                                                          |
| 400 м         | 49,42                                                    |                                                          |                                                          |                                                          |                                                          |                                                          |
| 110 м препоне | 14,55                                                    |                                                          |                                                          |                                                          |                                                          |                                                          |
| Бацање диска  | 50,41                                                    |                                                          |                                                          |                                                          |                                                          |                                                          |
| Скок мотком   | 4,80                                                     |                                                          |                                                          |                                                          |                                                          |                                                          |
| Бацање копља  | 55,10                                                    |                                                          |                                                          |                                                          |                                                          |                                                          |
| 1.500 м       | 4:43,99                                                  |                                                          |                                                          |                                                          |                                                          |                                                          |
| Десетобој     | 8.187                                                    |                                                          |                                                          |                                                          | НС                                                       |                                                          |

### Жене
| Атлетичарка                                                                   | Дисциплина    | Лични рекорд | Квалификације       | Квалификације      | Полуфинале                   | Полуфинале            | Финале                | Финале                | Детаљи                                   |
| Атлетичарка                                                                   | Дисциплина    | Лични рекорд | Резултат            | Место              | Резултат                     | Место                 | Резултат              | Место                 | Детаљи                                   |
| ----------------------------------------------------------------------------- | ------------- | ------------ | ------------------- | ------------------ | ---------------------------- | --------------------- | --------------------- | --------------------- | ---------------------------------------- |
| Росанжела Сантос                                                              | 100 м         | 11,04        | 11,04 (.035) КВ, ЛР | 1. у гр. 5         | 10,91 (.901) КВ, ЈАР, НР, ЛР | 2. у гр. 2            | 11,06                 | 12 / 52 (54)          | Архивирано на веб-сајту (19. април 2018) |
| Росанжела Сантос                                                              | 200 м         | 22,77        | 23,34 КВ            | 2. у гр. 7         | Дисквалификована             | Дисквалификована      | Није се квалификовала | Није се квалификовала |                                          |
| Виториа Кристина Роза                                                         | 200 м         | 22,93        | 23,26 (.252) КВ     | 3. у гр. 2         | 23,31                        | 6. у гр. 3            | Није се квалификовала | 19 / 46 (49)          |                                          |
| Фабиана Мораес                                                                | 100 м препоне | 12,84        | 13,40               | 7. у гр. 1         | Није се квалификовала        | Није се квалификовала | Није се квалификовала | 36 / 39 (40)          |                                          |
| Франсијела Красуки Ана Клаудија Силва Виторија Кристина Роза Росанжела Сантос | 4 х 100 м     | 42,29 НР     | 42,77 КВ, НРС       | 3. у гр. 2         |                              |                       | 42,63 НРС             | 7 / 13 (16)           |                                          |
| Ерика де Сена                                                                 | 20 км ходање  | 1:27:18 НР   |                     |                    |                              |                       | 1:26:59 ЈАР, НР, ЛР   | 4 / 42 (50)           | Архивирано на веб-сајту (2. август 2018) |
| Наир да Роса                                                                  | 50 км ходање  | 4:39:28 НР   | није завршила трку  | није завршила трку |                              |                       |                       |                       |                                          |
| Елајн Мартинс                                                                 | Скок удаљ     | 6,72         | 6,46 кв             | 5. у гр. Б         |                              |                       | 6,52                  | 12 / 30               |                                          |
| Тања да Силва                                                                 | Троскок       | 14,13        | 13,74               | 10. у гр. А        | Није се квалификовала        | 21 / 26               |                       |                       |                                          |
| Жеиса Арканжо                                                                 | Бацање кугле  | 19,02        | 17,79 кв            | 5. у гр Б          | 18,03                        | 9 / 30 (31)           |                       |                       |                                          |
| Андреса де Мораис                                                             | Бацање диска  | 64,68 НР     | 62,80 КВ            | 3. у гр. А         | 60,00                        | 11 / 29 (30)          |                       |                       |                                          |
| Фернанда Мартинс                                                              | Бацање диска  | 64,01        | 58,51               | 10. у гр. Б        | нису се квалификовале        | 16 / 29 (30)          |                       |                       |                                          |
| Лаила Домингос                                                                | Бацање копља  | 62,52        | 60,54               | 8. у гр. Б         | нису се квалификовале        | 18 / 30 (31)          |                       |                       |                                          |

- Атлетичарке у штафети означене бројем учествовале су и у појединачним дисциплинама.

#### Седмобој
| Дисциплина    | Ванеса Чефер | Ванеса Чефер | Ванеса Чефер | Ванеса Чефер | Ванеса Чефер | Ванеса Чефер |
| Дисциплина    | Лич. рек.    | Резултат     | Бод.         | Плас.        | Укупно       | Плас.        |
| ------------- | ------------ | ------------ | ------------ | ------------ | ------------ | ------------ |
| 100 м препоне | 14,03        | 14,94        | 850          | 31.          | 850          | 31.          |
| Скок увис     | 1,81         | 1,68         | 830          | 29.          | 1.680        | 30.          |
| Бацање кугле  | 14,32        | 12,12        | 669          | 25.          | 2.349        | 30.          |
| 200 м         | 23,91        | 25,15 (.141) | 873          | 22.          | 3.222        | 29.          |
| Скок удаљ     | 6,17         | 5,23         | 623          | 29.          | 3.845        | 29.          |
| Бацање копља  | 46,31        | 39,36        | 655          | 25.          | 4.500        | 28.          |
| 800 м         | 2:12,52      | НЗ           | 0            |              | 4.500        | 27.          |
| Седмобој      | 6.188        |              |              |              | 4.500        | 27 / 27 (31) |

| Дисциплина    | Тамара де Соуса | Тамара де Соуса | Тамара де Соуса | Тамара де Соуса | Тамара де Соуса | Тамара де Соуса |
| Дисциплина    | Лич. рек.       | Резултат        | Бод.            | Плас.           | Укупно          | Плас.           |
| ------------- | --------------- | --------------- | --------------- | --------------- | --------------- | --------------- |
| 100 м препоне | 13,88           | 14,16           | 956             | 28.             | 956             | 28.             |
| Скок увис     | 1,85            | 1,74            | 903             | 16.             | 1.859           | 23.             |
| Бацање кугле  | 15,01           | 13,69           | 773             | 13.             | 2.632           | 20.             |
| 200 м         | 24,06           | 24,64 (,639)    | 920             | 16.             | 3.552           | 20.             |
| Скок удаљ     | 6,09            | 5,69            | 756             | 26.             | 4.308           | 23.             |
| Бацање копља  | 46,96           | 40,65           | 73680           | 23.             | 4.988           | 23.             |
| 800 м         | 2:26,01         | 2:34,03         | 643             | 26.             | 5.631           | 24.             |
| Седмобој      | 6.040           |                 |                 |                 | 5.631           | 24 / 27 (31)    |